# مايكل موريارتي
مايكل موريارتي (بالإنجليزية: Michael Moriarty)‏ ، من مواليد 5 أبريل عام 1941م ، وهو ممثل أمريكي ، شارك في عدة أفلام ، ومنها فيلم أود بيردز عام 1985م.

## وصلات خارجية
- مايكل موريارتي على موقع IMDb (الإنجليزية)
- مايكل موريارتي على موقع ألو سيني (الفرنسية)
- مايكل موريارتي على موقع تيرنر كلاسيك موفيز (الإنجليزية)
- مايكل موريارتي على موقع أول موفي (الإنجليزية)
- مايكل موريارتي على موقع قاعدة بيانات برودواي على الإنترنت (الإنجليزية)
- مايكل موريارتي على موقع قاعدة بيانات الأفلام السويدية (السويدية)
- مايكل موريارتي على موقع إن إن دي بي (الإنجليزية)
- مايكل موريارتي على موقع قاعدة بيانات الفيلم (الإنجليزية)
- مايكل موريارتي على موقع كينوبويسك (الروسية)
- Michael Moriarty at the قاعدة بيانات برودواي على الإنترنت
- Michael Moriarty at the قاعدة بيانات الإنترنت خارج برودواي
- Yahoo Movies: Michael Moriarty
- Michael Moriarty UUU fan site (via أرشيف الإنترنت): includes semi-regular blog posts by Moriarty